# Памятник (стихотворение Пушкина)
«Я памятник себе воздвиг нерукотворный...» — стихотворение Александра Сергеевича Пушкина. Этот удивительно «простой», но чрезвычайно многогранный поэтический текст является ярким образцом позднего периода пушкинской лирики, в которой поэт на уровне максимальной универсализации как бы пытается подвести итог своей творческой деятельности и проанализировать развитие одной из самых загадочных тем не только в русской, но и в мировой литературной традиции: памяти потомков о личности и творчестве поэта.

## Авторская датировка текста
Сам Пушкин датирует стихотворение так: «1836 авг. 21» (эта временная атрибуция заявлена в рукописи поэта). Стихотворение можно отнести к так называемому «каменноостровскому» периоду творчества Пушкина, который пришёлся на середину 1830-х; он связан с новым местом жительства поэта. 
Впервые поэтический текст был опубликован Василием Андреевичем Жуковским, который внёс свою правку в стихотворении при публикации первого посмертного собрания сочинений Пушкина, которое было издано в 1841 году; «Памятник» был напечатан в девятом томе этого собрания. Жуковский по цензурным соображениям заменил опасные слова «Что в мой жестокий век восславил я Свободу» на безобидные «Что прелестью живой стихов я был полезен» в 15-й строке, проведя при этом косметическую правку в 13-й строке для сохранения рифмы.
Традиционно в научной и публицистической среде стихотворение называется по первой строчке: «Я памятник себе воздвиг нерукотворный». Через некоторое время известный российский историк и археограф Пётр Иванович Бартенев опубликовал уточнённый текст стихотворения в журнале «Русский архив» в 1881 году.

## Контекст литературной традиции
Прямой прототипический источник пушкинского поэтического текста — знаковая ода Горация «Exegi monumentum». В русской литературе эпохи господства догм классицизма с опорой на оду римского поэта была сформирована традиция стихотворений-«памятников», которые поочерёдно создавались такими авторами XVIII столетия, как Михаил Васильевич Ломоносов, Гавриил Романович Державин (см. Памятник), Василий Васильевич Капнист, Александр Христофорович Востоков и С. А. Тучков, каждый из которых по-своему перерабатывал и переосмыслял заданные в Античности мотивы памяти о поэте.